# Пелэм-Холлс, Томас
Томас Пелэм-Холлс, 1-й герцог Ньюкасл (англ. Thomas Pelham-Holles; 21 июля 1693 — 17 ноября 1768) — премьер-министр Великобритании с 1754 по 1756 и с 1757 по 1762 годы. Для него, как потомка 1-го герцога 1-го создания Ньюкасл-апон-Тайн, был заново создан титул. Таким образом он стал 1-м герцогом Ньюкасл-апон-Тайн 3-го создания.
Для него же, когда стало ясно, что у него больше не будет детей, в 1757 году был создан титул «герцог Ньюкасл-андер-Лайн», который был унаследован его племянником.

## Биография
Родился в Лондоне 21 июля 1693 года. Старший сын 1-го барона Пелэма от второй жены леди Грейс Холл, младшей сестры 1-го герцога 2-го создания Ньюкасл-апон-Тайн. В 1711 году умер его дядя, а через год отец. Оба оставили ему свои огромные владения. После совершеннолетия он стал одним из крупнейших собственников земли в Великобритании. Одним из условий завещания дяди было прибавление фамилии Холлс к его собственной.
В молодости был протеже Роберта Уолпола, при котором служил более 20 лет до 1742 года. Вместе со своим братом Генри находился у власти около 10 лет. После смерти Генри он занимал пост премьер-министра 6 лет (два различных периода).
Был женат с 1718 года на леди Генриэтте Годолфин, внучке 1-го герцога Мальборо. Брак был бездетным.
В 1756 году, имея титул герцога Ньюкасл-апон-Тайн, он попросил короля Георга II сделать его также герцогом Ньюкасл-андер-Лайн, с тем, чтобы его племянник смог унаследовать этот титул (в Великобритании различные титулы наследуются различными способами, обычно оговорёнными при учреждении). Король удовлетворил прошение. Таким образом в 1768 году Генри Пелэм-Клинтон стал 2-м герцогом Ньюкасл-андер-Лайн.